# Adolf Wallnöfer

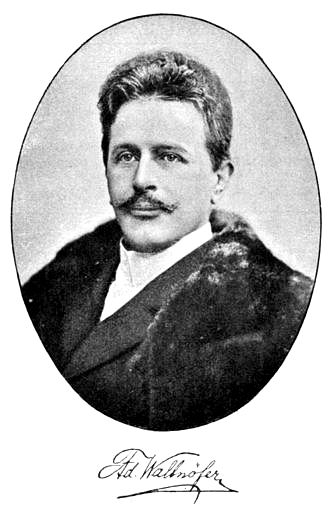
Adolf Wallnöfer um 1900

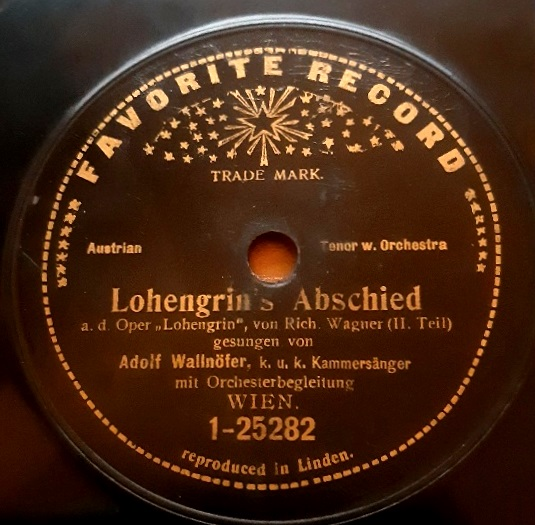
Schallplatte von Adolf Wallnöfer (Wien 1908)

Adolf Wallnöfer (* 26. April 1854 in Wien; † 9. Juni 1946 in München) war ein österreichischer Komponist und Opernsänger (Tenor).

## Leben
Wallnöfer, Sohn des Sängers und Schubert-Liedinterpreten Franz Wallnöfer, studierte bereits mit 15 Jahren am Konservatorium der Gesellschaft der Musikfreunde in Wien, der heutigen Wiener Musikakademie, bei Otto Dessoff und Franz Krenn Komposition und Klavier. Beeinflusst durch die Bekanntschaft mit der Sängerin und Gesangslehrerin Mathilde Marchesi studierte er zusätzlich bei Hans Rokitansky Gesang und wurde auf Grund seiner überzeugenden Leistungen im Alter von erst 18 Jahren mit der Chorleitung der 9. Sinfonie von Ludwig van Beethoven unter dem Dirigat von Richard Wagner im Rahmen der Grundsteinlegung des Bayreuther Festspielhauses am 22. Mai 1872 beauftragt. Seit dieser Zeit entwickelte er sich zeitlebens immer mehr zum unumstrittenen Wagner-Spezialisten und wurde daher auch ab dem Jahre 1880 als Sänger in die Operntruppe des so genannten „Wandernden Wagner-Theaters“ unter der Leitung von Angelo Neumann aufgenommen. Mit diesem reisenden Wagnerensemble, zu dem ein komplettes Orchester, ein Opernchor sowie Bühnenausrüstung und Bühnentechniker gehörten, trat er in den nächsten Jahren bei 135 Ring-Vorstellungen und über 50 sonstigen Wagner-Konzerten in mehreren Städten Europas, aber auch an der Metropolitan Opera in New York auf und verkörperte dabei die großen Tenor-Rollen aus den verschiedenen Wagneropern. Besonders die Figuren des Tristan aus Tristan und Isolde, des Siegfried aus dem Ring des Nibelungen oder des Tannhäuser aus Tannhäuser und der Sängerkrieg auf Wartburg gehörten zu seinem Repertoire. Diese Konzertreisen wurden Wallnöfers großer künstlerischer Durchbruch. In dieser Zeit gehörte er darüber hinaus der so genannten „Nibelungen-Kanzlei“ an, einer Gruppierung um Felix Mottl, Hans Richter, Anton Seidl, Hermann Zumpe und anderen, welche sich mit der Interpretation und vor allem Vermarktung der verschiedenen Wagneropern beschäftigten und daher bei den Proben zu diesem Zwecke anwesend sein durften.
Ab dem Jahr 1885 erhielt Wallnöfer einen Zehnjahresvertrag in Prag. Anschließend übernahm er mehrere Engagements sowohl als Sänger als auch als Dirigent an verschiedenen renommierten Bühnen wie beispielsweise in New York (1895/96), Riga und Breslau (ab 1897), Nürnberg und Wien (ab 1900) sowie Rostock (1905), wo er aber jeweils selten länger als zwei bis drei Jahre blieb. Ab der Jahrhundertwende ließ Wallnöfer sich endgültig in München nieder und war dort weiterhin freiberuflich als Komponist, Lehrer, Dirigent und Sänger, aber auch als Theaterintendant (1895–1907) insbesondere für zeitgenössische Opern tätig.
Nach 1907 und mit zunehmendem Alter beschäftigte sich Wallnöfer vornehmlich mit der Aufführung und Komposition von Instrumentalmusik, besonders seit sein Oratorium Weltgottesfeier, welches ein Aufruf für die Religionsfreiheit sein sollte, von den mittlerweile herrschenden Nationalsozialisten mit Ressentiments behaftet worden war.
Am 1. März 1933 trat Wallnöfer der NSDAP bei (Mitgliedsnummer 1.509.075). In der Zeit des Nationalsozialismus komponierte er unter anderem 1933 ein Volkstriumphstück für Volkschor und großes Orchester, 1934–1935 das Musikdrama Ildicho und 1938 eine Jungmädel-Suite. 1944 erhielt er eine Ehrengabe von 10.000 RM, nachdem sein letztes Chorwerk Der Sieg vom „Werkprüfungsausschuß der Fachschaft Komponisten als besonders gelungen begutachtet“ worden war.
Darüber hinaus trat er auch zeitweilig als Verfasser von Musikkritiken und Musikliteratur in Erscheinung. Hochbetagt verstarb er am 9. Juni 1946 im Alter von 92 Jahren.
Der Schwerpunkt seiner künstlerischen Laufbahn war zweifellos der Gesang. Seine Stimmlage entwickelte sich im Laufe der Jahre von einem anfänglichen Bariton über den lyrischen Tenor zu einem strahlenden Heldentenor. Dies kam ihm besonders bei den großen Rollen der Wagner-Opern zugute. Seit seinem gefeierten Erfolg mit dem Triumphlied op. 55 von Johannes Brahms im Rahmen des 53. Niederrheinischen Musikfestes in Aachen im Jahr 1876 bewies er ebenso seine Kunst bei der Darbietungen von Liedern der Romantik und er ließ keine Gelegenheit aus, diese immer wieder in sein Repertoire aufzunehmen und auch im Rahmen von speziellen Brahms- oder Liszt-Abenden vorzutragen.
Neben seiner Gesangstätigkeit war Wallnöfer zwar ein fleißiger und vielseitiger Komponist und verfasste bis 1924 gemäß seiner Autobiographie ca. 50 Instrumental- und Orchesterwerke, davon mindestens eine Oper und sechs Sinfonien, sowie mehr als 150 Lieder, Duette, und Terzette, aber der ganz große Durchbruch blieb ihm auf diesem Sektor verwehrt und die meisten seiner Werke sind in Vergessenheit geraten. Sein umfangreicher Nachlass wurde posthum auf die Münchener Stadtbibliothek, die Österreichische Nationalbibliothek sowie die Wiener Stadt- und Landesbibliothek verteilt.
Die Stimme von Adolf Wallnöfer ist durch einige äußerst seltene Schallplatten der Marken Beka (Nürnberg 1905) und Favorite (Wien 1908) dokumentiert. Wallnöfer war seit dem 1. März 1890 mit Lina, geb. von Storck (4. November 1863 in Wien – 12. Juli 1949 in München) verheiratet.

## Kompositionen (Auswahl)
- Vier Gesänge op. 4 bei Schott (Mainz), 1877, gewidmet Richard Wagner
- Sechs Lieder op. 6, Liederzyklus, 12. September 1879
- Die Grenzen der Menschheit op. 10, Werk für Chor und Orchester, 1880, gewidmet Johannes Brahms
- Mein Herz ist wie der Himmel, op. 15.1; Text: Friedrich Julius Hammer
- Klavierstücke op. 22, Breitkopf & Härtel, 1881
- Gersprenz op. 25, Werk für Chor und Orchester
- Vier Lieder für Männerquartett op. 26, Breitkopf & Härtel, 1881
- Der Blumen Rache op. 30, ein Orchesterwerk in vier Sätzen, wurde als op. 31 bei Praeger & Meier in Bremen gedruckt, 1881
- Klavierstücke op. 37, Breitkopf & Härtel, 1881, gewidmet Arthur Nikisch
- Eddystone (1889), Oper in drei Akten, Uraufführung Prag 1889, Dirigent: Carl Muck
- Drei Gedichte von Clara Hepner-Muschner, op. 103
- Ildico; Musikdrama in 3 Akten mit 5 Aufz.; [Völkische Handlung nach geschichtlichen Werken über Attilas Herrschaft und sein Ende 453 n. Chr.] / Gedichtet und vertont von A. Wallnöfer
- Sinfonie g-moll, (molto moderato – Adagio non troppo – Tempo di menuetto pesante – andante funebre – molto moderato). Vollständige Aufführung nach 1916
- Die Flamme, op. 98.1, Text: Michael Georg Conrad
- Weltgottesfeier, siebenteiliges Oratorium, 1916, gewidmet Fritz Steinbach
- Meditation über das Adagio aus der Mondscheinsonate / Arr. A. Wallnöfer, unterlegt mit einer gesanglichen Klarinetten-Solostimme im Charles-Gounod-Stil
- Klaviertrio op. 133, ungedruckt, datiert: Oktober 1924
- Streichquartett a-Moll op. 137, ungedruckt, vollendet 1927
- Streichquartett G-Dur op. 138, ungedruckt, vollendet 1927
- Violinkonzert in F-Dur, ungedruckt, datiert: März–April 1931

## Werke (Auswahl)
- Adolf Wallnöfer: Resonanztonlehre, Lehrbuch für die zeitgenössische Gesangstechnik. 1911.
- Adolf Wallnöfer: Autobiographie. unveröffentlichtes Manuskript mit 50 Instrumental- und Orchesterwerken, 300 Gesängen sowie 150 Liedern, Duetten, und Terzetten, Stand 1924, unveröffentlicht.

## Tondokumente
- Adolf Wallnöfer, Hermann Winkelmann, Karel Burian: historische Aufnahmen. Discophilia KG-W-1/DIS-240. München 1976 (Schallplatte 30 cm)
- Adolf Wallnöfer: sämtliche erhaltenen Aufnahmen als Sänger (1905–1933), sowie ein Rundfunkmitschnitt dreier Kompositionen Wallnöfers (München 1939) und ein Rundfunkinterview (1944). Truesound Transfers TT-4004. Berlin 2020 (2 CDs)